# Лаура Себастиън
Лаура Себастиън (на английски: Laura Sebastian) е американска писателка на произведения в жанра фентъзи.

## Биография и творчество
Лаура Себастиън е родена на 16 февруари 1990 г. в Лейк Уърт, Флорида, САЩ. Израства в Южна Флорида. От малка обича да разказва истории. Получава бакалавърска степен по изкуства от Колежа по изкуство и дизайн в Савана. След дипломирането си се премества в Ню Йорк.
Първият ѝ роман „Принцеса на пепелта“ от едноименната поредица е издаден през 2017 г. Принцеса Теодосия е шестгодишна, когато страната ѝ е превзета, майка ѝ е убита, а тя е „коронясана“ от императора със срамната титла – Принцеса на пепелта. Но след години на подчинение се заражда искрата на промяната. Романът става бестселър в списъка на „Ню Йорк Таймс“ и я прави известен известна.
Лаура Себастиън живее в Ню Йорк.

## Произведения

### Серия „Принцеса на пепелта“ (Ash Princess)
1. Ash Princess (2017)
Принцеса на пепелта, изд.: „Егмонт България“, София (2018), прев. Вера Чубар
2. Lady Smoke (2019)
Повелителката на дима, изд.: „Егмонт България“, София (2019), прев. Иванка Ангелова
3. Ember Queen (2020)
Кралица на жарта, изд.: „Егмонт България“, София (2020), прев. Мариана Христова

### Серия „Съзвездие на хаоса“ (Constellation of Chaos)
1. Constellation of Chaos (2021)